# Cresceranno i carciofi a Mimongo
Cresceranno i carciofi a Mimongo è un film del 1996 diretto da Fulvio Ottaviano.

## Trama
Sergio si è laureato in agraria con una tesi sulla crescita del carciofo nei terreni aridi. Nella difficile ricerca di un impiego, consulta il manuale "La guida pratica per trovare lavoro" del famoso Ermanno Lopez, che promette successo in trenta giorni. Nonostante le previsioni del libro siano sistematicamente smentite dai fatti, Sergio insiste, coinvolgendo Enzo, l'amico che vive con lui e che invece continua la vita del vitellone.
Mentre è impegnato tra test e curriculum, Sergio viene a sapere che Rita, la ragazza di cui è ancora innamorato, sta per sposarsi. La sera prima di un importante colloquio di lavoro, Sergio riceve la visita di Rita, che il giorno dopo va all'altare, e vuole passare con lui l'addio al nubilato. Nonostante le resistenze di Sergio, dovute all'ubriachezza manifesta di Rita, i due passano la notte assieme.
La mattina successiva, dopo essersi svegliato e aver provato invano a convincere Rita a non sposarsi, Sergio si reca al colloquio. Arrivato sul posto, incontra Davide un vecchio amico, in corsa per lo stesso posto di lavoro, che gli descrive la vita difficile degli ultimi mesi, tra drammi familiari e difficoltà economiche; Sergio decide dunque di lasciare il posto all'amico, facendo in modo di essere respinto dall'esaminatore. Una volta uscito dalla ditta, incontra Livia la sorella dell'amico Davide e apprende che tutte le difficoltà raccontate a Sergio prima del colloquio sono assolutamente false.
Disgustato per il comportamento subito, Sergio torna a casa deluso, ma qui trova Rita, che non ha trovato il coraggio per sposarsi perché è ancora innamorata di lui. Sergio bacia Rita mentre Enzo gli legge una lettera appena arrivata che gli comunica l'assunzione per un posto di lavoro in Africa, a Mimongo. Sergio accetta e, finalmente, nel piccolo centro di Mimongo, riesce a dare concretezza ai progetti sostenuti nella sua tesi di laurea.

## Riconoscimenti
- David di Donatello 1997
  - miglior regista esordiente